# Grand Prix automobile des Pays-Bas 1984
Résultats du Grand Prix des Pays-Bas de Formule 1 1984 qui a eu lieu sur le circuit de Zandvoort le 26 août 1984.

## Classement
| Pos. | No | Pilote             | Écurie            | Tours | Temps/Abandon                      | Grille | Points |
| ---- | -- | ------------------ | ----------------- | ----- | ---------------------------------- | ------ | ------ |
| 1    | 7  | Alain Prost        | McLaren-TAG       | 71    | 1 h 37 min 21 s 468 (186,051 km/h) | 1      | 9      |
| 2    | 8  | Niki Lauda         | McLaren-TAG       | 71    | + 10 s 283                         | 6      | 6      |
| 3    | 12 | Nigel Mansell      | Lotus-Renault     | 71    | + 1 min 19 s 544                   | 12     | 4      |
| 4    | 11 | Elio De Angelis    | Lotus-Renault     | 70    | + 1 tour                           | 3      | 3      |
| 5    | 2  | Teo Fabi           | Brabham-BMW       | 70    | + 1 tour                           | 10     | 2      |
| 6    | 15 | Patrick Tambay     | Renault           | 70    | + 1 tour                           | 5      | 1      |
| 7    | 25 | François Hesnault  | Ligier-Renault    | 69    | + 2 tours                          | 20     |        |
| Dsq. | 3  | Stefan Johansson   | Tyrrell-Ford      | 69    | Disqualifié                        | 25     |        |
| Dsq. | 4  | Stefan Bellof      | Tyrrell-Ford      | 69    | Disqualifié                        | 24     |        |
| 8    | 6  | Keke Rosberg       | Williams-Honda    | 68    | Panne d'essence                    | 7      |        |
| 9    | 10 | Jonathan Palmer    | RAM-Hart          | 67    | + 4 tours                          | 22     |        |
| 10   | 9  | Philippe Alliot    | RAM-Hart          | 67    | + 4 tours                          | 26     |        |
| 11   | 28 | René Arnoux        | Ferrari           | 66    | Allumage                           | 15     |        |
| 12   | 30 | Jo Gartner         | Osella-Alfa Romeo | 66    | + 5 tours                          | 23     |        |
| 13   | 23 | Eddie Cheever      | Alfa Romeo        | 65    | Panne d'essence                    | 17     |        |
| Abd. | 18 | Thierry Boutsen    | Arrows-BMW        | 59    | Accident                           | 11     |        |
| Abd. | 21 | Huub Rothengatter  | Spirit-Hart       | 53    | Accélérateur                       | 27     |        |
| Abd. | 22 | Riccardo Patrese   | Alfa Romeo        | 51    | Moteur                             | 18     |        |
| Abd. | 26 | Andrea De Cesaris  | Ligier-Renault    | 31    | Moteur                             | 14     |        |
| Abd. | 5  | Jacques Laffite    | Williams-Honda    | 23    | Moteur                             | 8      |        |
| Abd. | 16 | Derek Warwick      | Renault           | 23    | Sortie de piste                    | 4      |        |
| Abd. | 14 | Manfred Winkelhock | ATS-BMW           | 22    | Sortie de piste                    | 16     |        |
| Abd. | 19 | Ayrton Senna       | Toleman-Hart      | 19    | Moteur                             | 13     |        |
| Abd. | 17 | Marc Surer         | Arrows-BMW        | 17    | Roue                               | 19     |        |
| Abd. | 1  | Nelson Piquet      | Brabham-BMW       | 10    | Fuite d'huile                      | 2      |        |
| Abd. | 24 | Piercarlo Ghinzani | Osella-Alfa Romeo | 8     | Pompe à essence                    | 21     |        |
| Abd. | 27 | Michele Alboreto   | Ferrari           | 7     | Moteur                             | 9      |        |

## Pole position et record du tour
- Pole position : Alain Prost en 1 min 13 s 567 (vitesse moyenne : 208,072 km/h).
- Meilleur tour en course : René Arnoux en 1 min 19 s 465 au 64e tour (vitesse moyenne : 192,628 km/h).

## Tours en tête
- Nelson Piquet : 10 (1-10)
- Alain Prost : 61 (11-71)

## À noter
- 14e victoire pour Alain Prost.
- 39e victoire pour McLaren en tant que constructeur.
- 9e victoire pour le moteur TAG turbo.